# Judith Liber

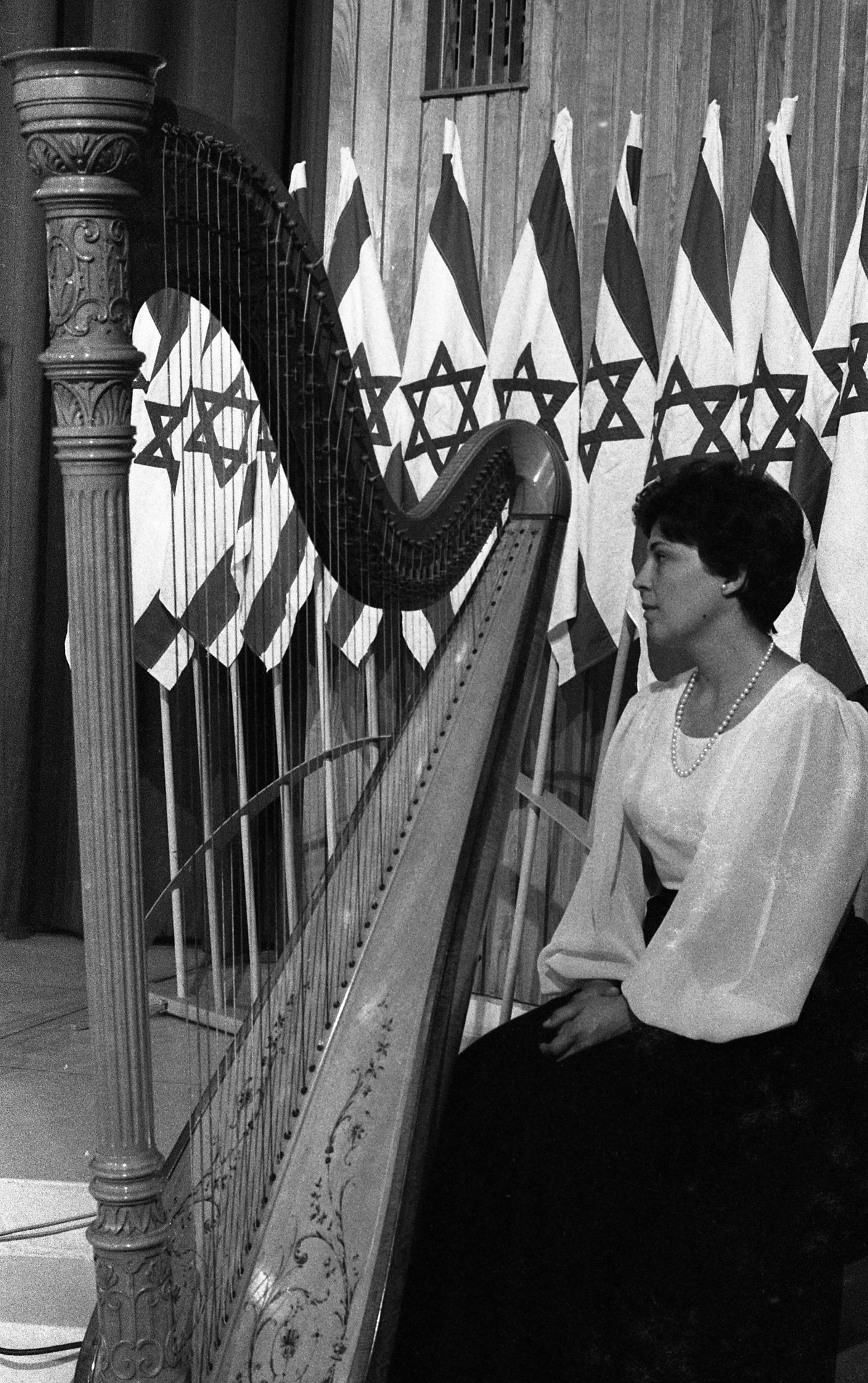
Judith Liber, 1970

Judith Liber (Alliance, 25 febbraio 1940 – Tel Aviv, 19 agosto 2020) è stata un'arpista statunitense naturalizzata israeliana.

## Biografia
Dopo essersi diplomata all'Oberlin College nel 1961, nell'estate del 1963 ha seguito un corso di perfezionamento presso la scuola di arpa Sazedo Harp Colony di Camden (fondata da Carlos Salzedo). Durante le lezioni le venne proposto di partecipare ad un concorso in Israele per una posizione di arpa nell'Orchestra filarmonica d'Israele. Era indecisa se accettare o meno, ma suo padre le disse – «Hai studiato l'arpa da quando avevi 5 anni, non pensi che sia il caso di cogliere questa opportunità?». In agosto andò in Israele e, dopo aver superato con successo un'audizione con Pierre Monteux, entrò a far parte dell'orchestra filarmonica d'Israele.
Nel marzo del 2000, dietro invito del presidente d'Israele Ezer Weizman, si è esibita assieme ad altri musicisti durante la cerimonia di accoglienza del viaggio apostolico di Giovanni Paolo II in Israele.

Nel 2009, dopo essersi ritirata dall'attività orchestrale, si è dedicata alla didattica. Ha partecipato a numerosi festival musicali internazionali, tra cui il Ticino Festival 2014. In un'intervista del 2009 alla rivista Harp Column ha dichiarato che i suoi direttori d'orchestra preferiti sono Zubin Mehta e Leonard Bernstein.

Ha pubblicato il libro didattico A Method for Harp – The Power of Music (con prefazione di Zubin Mehta), ed. UT Orpheus, Bologna, 2008